# بوترسم
شهر بوترسم (به فرانسوی: Boutersem) در ناحیه اداری لوان در استان فلومیش بربان در منطقه فلاندری در کشور بلژیک واقع شده‌است.